# جائزة إمباير لأفضل فلم
جائزة إمباير لأفضل فيلم هي إحدى جوائز إمباير يتم تقديمها بشكل سنوي من قبل مجلة الأفلام البريطانية إمباير انطلقت للمرة الأولى في سنة 1996 وكان أول فيلم يفوز بها هو قلب شجاع للمخرج ميل غيبسون.

## الأفلام الفائزة

### عقد 2010
- العائد (2016)
- بين النجوم (2015)
- جاذبية (2014)
- سكايفول (2013)
- هاري بوتر ومقدسات الموت – الجزء 2 (2012)
- استهلال (2011)
- أفاتار (2010)

### عقد 2000
- فارس الظلام
- إنذار بورن
- كازينو رويال
- كينغ كونغ
- سيادة بورن
- سيد الخواتم: عودة الملك
- سيد الخواتم: البرجان
- سيد الخواتم: رفقة الخاتم
- غلاديايتر
- الماتريكس

### عقد 1990
- تيتانيك
- رجال ذو بزات سوداء
- سبعة
- قلب شجاع